# Slechtvalk
De slechtvalk (Falco peregrinus) behoort tot de grootste valken.

## Geschiedenis
De soort werd in 1771 door de Engelse vogelkundige  Marmaduke Tunstall in zijn Ornithologia britannica geldig beschreven. De wetenschappelijke naam peregrinus geeft aan dat het een reiziger ofwel trekker is. Het woorddeel 'slecht' in de Nederlandse naam wordt door etymologen beschouwd als een oude vorm van 'gewoon, eenvoudig'. Andere etymologen brengen het in verband met 'slechten' in de betekenis van neerhalen of slaan.

## Kenmerken

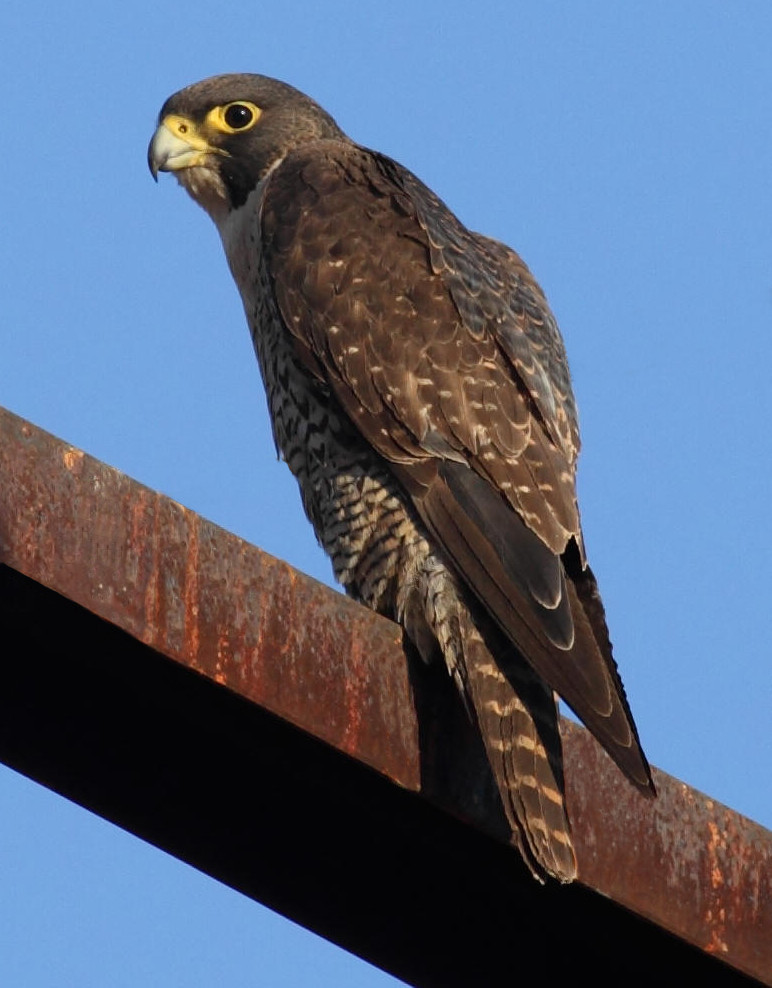
Slechtvalk in Northern Territory, Australië

De slechtvalk is een forse valk met een gemiddelde grootte van 43 cm en heeft een lichte onderkant met dwarsbanden en een donkergrijze rug. Er is een brede, zwarte baardstreep.
Bij de ondersoort F. peregrinus peregrinus is de rug donkergrijs en de onderdelen zijn crèmekleurig met donkere vlekken, wangen zijn wit en de donkere baardstreep (typisch voor alle valkachtigen) is duidelijk zichtbaar. De poten zijn geel, de snavel blauw-zwart en reeds vanaf de snavelbasis gekromd. De juvenielen zijn voor ze de kleuren van de volwassen vogels aannemen bruin. Verschillende lichte variaties kunnen optreden bij de 19 verschillende ondersoorten. Zoals bij de meeste roofvogels is het vrouwtje aanmerkelijk groter en zwaarder dan het mannetje, dit kan oplopen tot 30%.

### Fysieke kenmerken
|               | Mannetje    | Vrouwtje     |
| ------------- | ----------- | ------------ |
| Totale lengte | 34 – 50 cm  | 46 – 54 cm   |
| Spanwijdte    | 90 – 100 cm | 104 – 113 cm |
| Gewicht       | 600 - 750 g | 900 - 1300 g |

## Leefwijze
Prooidieren kunnen elk vliegend dier zijn, zoals vogels als leeuweriken, steltlopers en duiven, tot vleermuizen. Slechtvalken jagen vaak in paartjes. De ene slechtvalk is de achtervolger, terwijl de andere zich hoog in de lucht klaar houdt om zich op de prooi te storten. De prooi wordt in een snelle duikvlucht geslagen en is meestal op slag dood. Soms worden ook dieren die op de grond leven gegrepen. De valk komt voor over de hele wereld (zie kaartje) en er worden 19 ondersoorten onderscheiden.

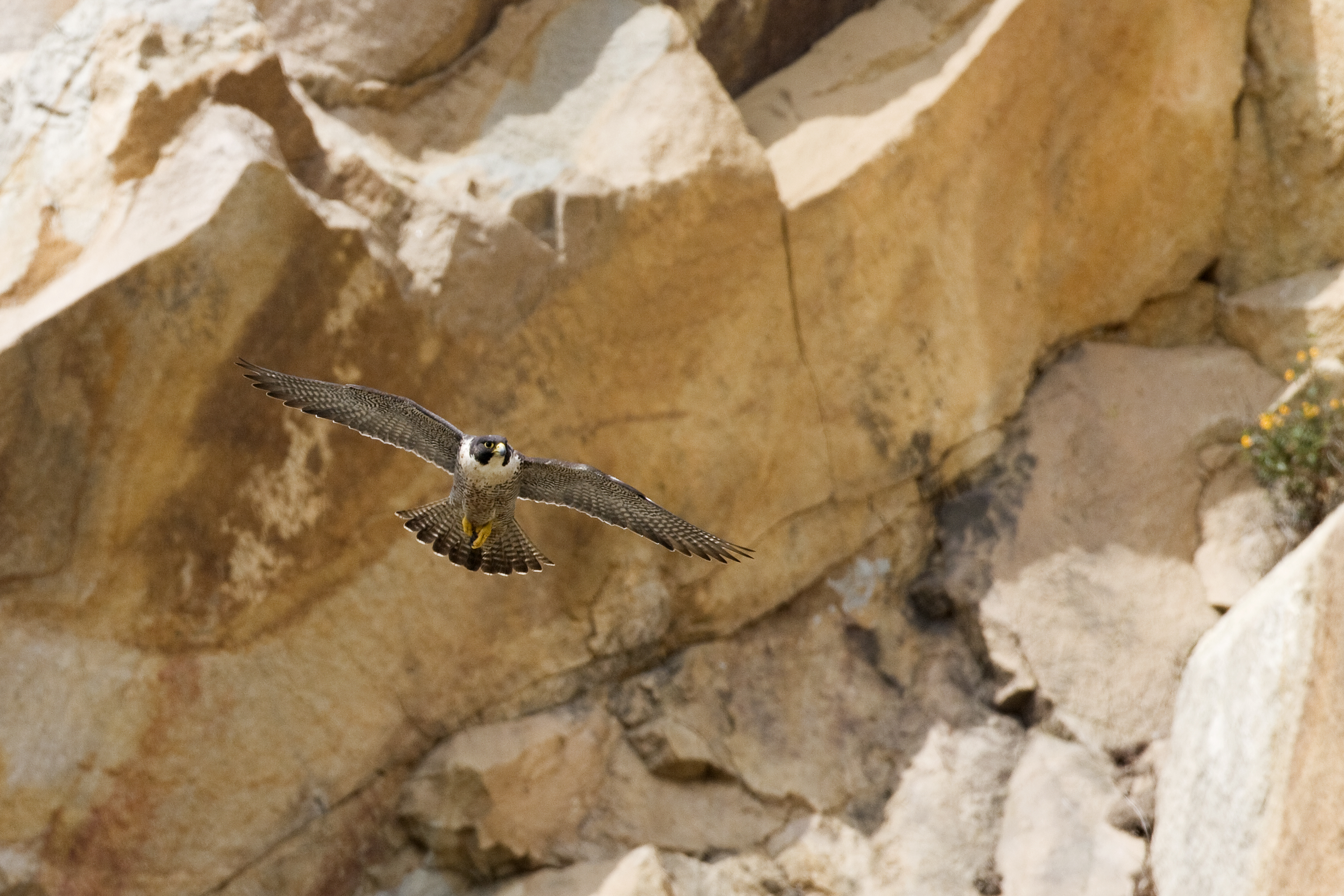
Slechtvalk in vlucht

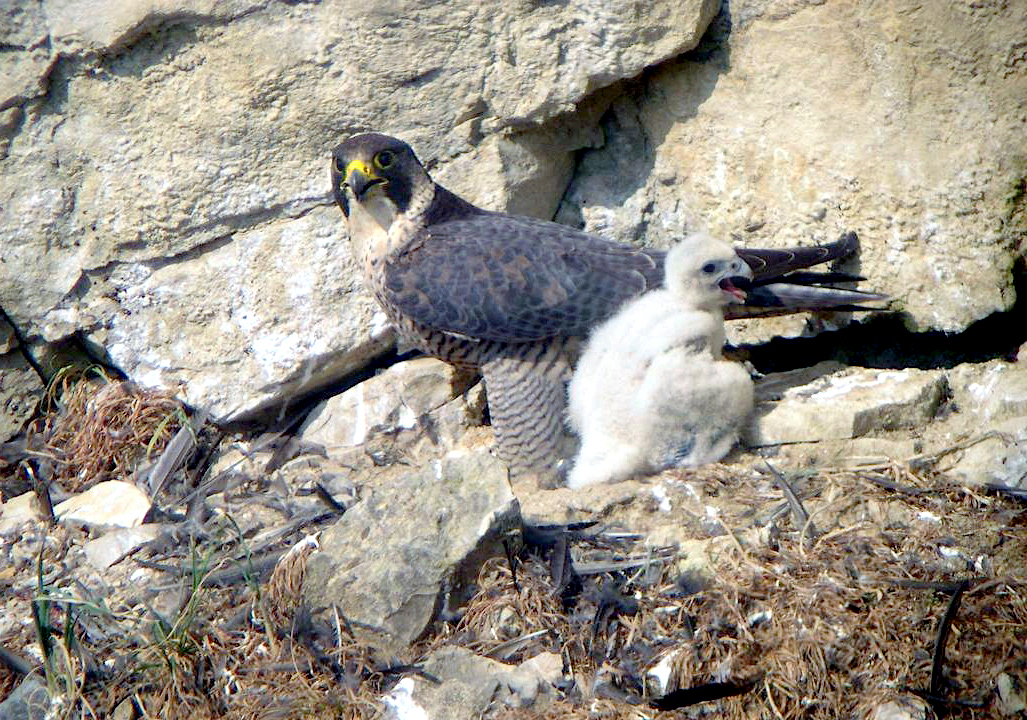
Slechtvalk bij nest

## Voortplanting
Eind maart worden er 3 tot 4 eieren met donkerbruine vlekken gelegd, of uitzonderlijk 5. Genesteld wordt in hoge naaldbomen, op rotsen, op hoge gebouwen en soms ook op de grond. Meestal broedt het wijfje de eieren uit, wanneer ze op zoek gaat naar eten lost het mannetje haar af. Na 32 dagen komen de eieren uit. Na 3 weken hebben de jongen een verenkleed en beginnen ze hun vliegspieren te oefenen. Zes weken na het uitkomen kunnen ze vliegen. Na 2 tot 3 maanden zijn de jongen volledig zelfstandig en trekken ze uit het leefgebied van hun ouders weg.

## Snelheid
De slechtvalk is de snelst vliegende vogel met een snelheid van 349 km/u in een duikvlucht van 45°. Inmiddels zijn er metingen gedaan bij een afgerichte slechtvalk die wijzen op een nog hogere duiksnelheid, 389 km/u. Hiermee is de slechtvalk ook het snelste dier ter wereld.

## Verspreiding en leefgebied
De slechtvalk bewoont vooral kliffen en ravijnen, maar ook hoge gebouwen. De soort is een bewoner van open, afwisselende landschappen, met relatief weinig bebossing. 's Winters komt de vogel voor langs kusten en in moerassen, soms zelfs op kerktorens in dorpen en steden.

### Voorkomen in Nederland en Vlaanderen
In de jaren 1960 nam de soort in West-Europa sterk af als gevolg van de verspreiding van het insecticide DDT in het leefmilieu. Sinds het verbod op gechloreerde koolwaterstoffen als insecticiden en een wettelijke bescherming in verschillende landen is de vogel aan een opmars bezig. Ook in Nederland en België is de soort een meer algemene verschijning geworden.
Tussen 1900 en 1990 waren er slechts 13 broedgevallen bekend in Nederland. Na 1990 steeg dit aantal snel, de vogel broedt dan onder andere in speciale nestkasten, hoog op elektriciteitscentrales. Volgens Sovon Vogelonderzoek Nederland nam het aantal broedparen in de periode 1990-2020 toe van 1 tot circa 200 en broeden dan in alle Nederlandse provincies slechtvalken. Sinds 2016 staat de soort daarom niet meer op de Nederlandse rode lijst. In 2021 nam het aantal toe tot 225 (±15). In 2023 was er een afname met 25% door toedoen van vogelgriep, wat bleek uit onderzoek aan 20 dode slechtvalken waarvan 15 positief testte op vogelgriep.
Sinds 1996 broedt de slechtvalk succesvol in Vlaanderen. In 2006 kwamen daar 26 paren tot broeden waarbij 21 paartjes in totaal 54 jongen grootbrachten.

### Ondersoorten
Er worden 18 ondersoorten onderscheiden door IOC.  eBird geeft 19 ondersoorten (de ene extra is F. p. submelanogenys), verdeeld over deze 14 groepen:
- F. p. calidus/tundrius (Toendraslechtvalk):
  - F. p. calidus: van Lapland tot noordoostelijk Siberië,
  - F. p. tundrius: van Alaska tot Groenland.
- F. p. pealei (Noord-Pacifische Slechtvalk):
  - F. p. pealei: van de Aleoeten tot zuidelijk Alaska en zuidwestelijk Canada.
- F. p. anatum (Noord-Amerikaanse Slechtvalk):
  - F. p. anatum: van Noord-Amerika (zuidelijk van de toendra) tot noordelijk Mexico.
- F. p. cassini (Zuid-Amerikaanse Slechtvalk)
  - F. p. cassini: westelijk Zuid-Amerika (van Colombia tot Tierra del Fuego) en de Falklandeilanden.
- F. p. [peregrinus-groep] (Euraziatische Slechtvalk):
  - F. p. peregrinus: noordelijk Eurazië (zuidelijk van de toendra),
  - F. p. japonensis: van noordoostelijk Siberië tot Japan,
  - F. p. furuitii: Bonin-eilanden.
- F. p. brookei (Mediterrane Slechtvalk):
  - F. p. brookei: van het mediterraan gebied tot de Kaukasus en noordelijk Iran.
- F. p. peregrinator (Indische Slechtvalk):
  - F. p. peregrinator: van Pakistan, India en Sri Lanka tot zuidelijk en oostelijk China.
- F. p. madens (Kaapverdische Slechtvalk):
  - F. p. madens: Kaapverdië.
- F. p. minor (Afrikaanse Slechtvalk):
  - F. p. minor: Marokko, Mauritanië, Afrika bezuiden de Sahara.
- F. p. radama (Madagaskarslechtvalk):
  - F. p. radama: Madagaskar en de Comoren.
- F. p. ernesti/nesiotes (Oosterse Slechtvalk): 
  - F. p. ernesti: de Filipijnen, Indonesië, Nieuw-Guinea en de Bismarck-archipel,
  - F. p. nesiotes: de Salomonseilanden, Vanuatu, Nieuw-Caledonië en Fiji.
- F. p. macropus/submelanogenys (Australische Slechtvalk):
  - F. p. macropus: Australië met uitzondering van het zuidwesten,
  - F. p. submelanogenys: Zuidwest-Australië.
- F. p. babylonicus (Turkestaanse Slechtvalk):
  - F. p. babylonicus: van Oost-Iran tot Mongolië en Pakistan.
- F. p. pelegrinoides (Barbarijse valk): 
  -  F. p. pelegrinoides Canarische eilanden en van Noord-Afrika tot het Arabisch schiereiland en Zuidwest-Iran.

## Trivia
In de Raveleijn-boeken van Paul van Loon heet de slechterik Falco Peregrinus. Dit is gebaseerd op de Latijnse naam voor deze vogel.